# Irish Literary Theatre
Das Irish Literary Theatre (Irisches Literarisches Theater) in Dublin war ein kurzlebiger Vorläufer des Abbey Theatre. Es wurde 1899 von W. B. Yeats, Lady Gregory, George Moore und Edward Martyn gegründet. Auf seinem Programm stand eine große Anzahl von Werken seiner Gründer und anderer Autoren, darunter Padraic Colum. In seinem am 15. Oktober 1901 erschienenen kritischen Essay The Day of the Rabblement warf der junge James Joyce dem Irish Literary Theatre ein surrender to the trolls vor. Im selben Jahr musste das Theater aus finanziellen Gründen schließen.